# Contagi (pel·lícula)
Contagi (títol original en anglès, Contagion) és una pel·lícula dirigida per Steven Soderbergh i protagonitzada per Marion Cotillard, Bryan Cranston, Matt Damon, Laurence Fishburne, Jude Law, Gwyneth Paltrow, Kate Winslet i Jennifer Ehle. Va ser estrenada el 9 de setembre de 2011 als Estats Units i el 14 d'octubre a Espanya. Ha estat doblada i subtitulada al català.

## Argument
Poc després d'haver tornat d'un viatge de negocis a Hong Kong, Beth Emhoff (Gwyeth Paltrow) mor d'una grip o alguna altra mena d'infecció. El seu fill petit mor el mateix dia. El seu marit Mitch (Matt Damon) sembla immune. La infecció mortal es comença a escampar. Mentrestant el periodista autònom Alan Krumwiede (Jude Law) fa servir el seu bloc per narrar els fets a peu de carrer i que la gent ordinària no es deixi enganyar pels governs.
Els metges i els funcionaris del Centre de Control de Malalties dels Estats Units es van adonant de la gravetat d'aquesta nova epidèmia. Primer han d'identificar el tipus de virus, i després trobar la manera de combatre'l, un procés que pot durar mesos. Quan el brot es comença a escampar per tot el món, l'ordre social es trenca i s'estén el pànic.
A Atlanta, els representants del Departament de Seguretat Nacional es reuneixen amb el doctor Ellis Cheever (Laurence Fishburne) per trobar una vacuna per l'estrany virus. Per això envia l'agent Erin Mears (Kate Winslet) a Minneapolis perquè investigui i tracti de trobar alguna cosa per controlar la seva propagació i la doctora Ally Hextall (Jennifer Ehle) per trobar la cura del virus.
Per la seva part, l'Organització Mundial de la Salut escull la doctora Leonora Orantes (Marion Cotillard) perquè s'encarregui de la investigació. Aquesta li portarà fins a Àsia, on serà segrestada. Mentre la doctora Erin és contagiada pel virus dins el seu hotel mentre investigava els casos, la traslladen amb altres persones contagiades a la recerca d'assistència mèdica i finalment mor juntament amb un altre milió de persones.

## Repartiment
- Marion Cotillard: Dr. Leonora Orantes
- Matt Damon: Mitch Emhoff
- Laurence Fishburne: Dr. Ellis Cheever
- Jude Law: Alan Krumwiede
- Gwyneth Paltrow: Elizabeth "Beth" Emhoff
- Kate Winslet: Dr. Erin Mears
- Bryan Cranston: Lyle Haggerty
- Jennifer Ehle: Dr. Ally Hextall
- Elliott Gould: Dr. Ian Sussman
- Chin Han: Sun Feng
- John Hawkes: Roger
- Anna Jacoby-Heron: Jory Emhoff
- Josie Ho: germana de Li Fai
- Sanaa Lathan: Aubrey Cheever
- Demetri Martin: Dr. David Eisenberg
- Armin Rohde: Damian Leopold

## Crítica
- "Amb tensió latent i algunes memorables interpretacions d'un repartiment estel·lar, aquesta és una malaltia en forma de thriller de Soderbergh que val la pena enxampar."[5]
- "Contagion de vegades sembla una sèrie d'anuncis de salut pública. Així i tot, està un nivell per sobre de la majoria dels thrillers de Hollywood (...) Puntuació: ★★★★ (sobre 5)"[6]